# Super Bowl XLVII
Super Bowl XLVII je bio završna utakmica 93. po redu sezone nacionalne lige američkog nogometa. U njoj su se sastali pobjednici NFC konferencije San Francisco 49ersi i pobjednici AFC konferencije Baltimore Ravensi. Pobijedili su Ravensi rezultatom 34:31, te tako osvojili svoj drugi naslov prvaka.
Utakmica je odigrana na stadionu Mercedes-Benz Superdome u New Orleansu u Louisiani, kojem je to bilo deseto domaćinstvo Super Bowla (zadnje Super Bowl XXXVI 2002. godine).

## Tijek utakmice
| Četvrtina | Vrijeme | Momčad | Informacija o promjeni rezultata                                                            | Rezultat | Rezultat |
| Četvrtina | Vrijeme | Momčad | Informacija o promjeni rezultata                                                            | 49ers    | Ravens   |
| --------- | ------- | ------ | ------------------------------------------------------------------------------------------- | -------- | -------- |
| 1         | 10:36   | BAL    | touchdown dodavanjem (Flacco-Boldin), uspješan pokušaj za dodatni poen (Tucker)             | 0        | 7        |
| 1         | 3:58    | SF     | field goal (Akers)                                                                          | 3        | 7        |
| 2         | 7:10    | BAL    | touchdown dodavanjem (Flacco-Pitta), uspješan pokušaj za dodatni poen (Tucker)              | 3        | 14       |
| 2         | 1:45    | BAL    | touchdown dodavanjem (Flacco-Jones), uspješan pokušaj za dodatni poen (Tucker)              | 3        | 21       |
| 2         | 0:00    | SF     | field goal (Akers)                                                                          | 6        | 21       |
| 3         | 14:49   | BAL    | touchdown nakon vraćanja početnog udarca (Jones), uspješan pokušaj za dodatni poen (Tucker) | 6        | 28       |
| 3         | 7:20    | SF     | touchdown dodavanjem (Kaepernick-Crabtree), uspješan pokušaj za dodatni poen (Akers)        | 13       | 28       |
| 3         | 4:59    | SF     | touchdown probijanjem (Gore), uspješan pokušaj za dodatni poen (Akers)                      | 20       | 28       |
| 3         | 3:10    | SF     | field goal (Akers)                                                                          | 23       | 28       |
| 4         | 12:54   | BAL    | field goal (Tucker)                                                                         | 23       | 31       |
| 4         | 9:57    | SF     | touchdown probijanjem (Kaepernick), neuspješan pokušaj za dva dodatna poena                 | 29       | 31       |
| 4         | 4:19    | BAL    | field goal (Tucker)                                                                         | 29       | 34       |
| 4         | 0:04    | SF     | safety nakon izgubljenih jardi probijanjem (Koch)                                           | 31       | 34       |

## Statistika utakmice

### Statistika po momčadima
| Statistika                                                      | San Francisco 49ers | Baltimore Ravens |
| --------------------------------------------------------------- | ------------------- | ---------------- |
| Prvih pokušaja                                                  | 23                  | 21               |
| Ukupno osvojenih jardi                                          | 468                 | 367              |
| Broj napada probijanjem                                         | 29                  | 35               |
| Ukupno jardi osvojenih probijanjem                              | 182                 | 93               |
| Broj napada s kompletiranim dodavanjem/ukupno napada dodavanjem | 16/28               | 22/33            |
| Ukupno jardi osvojenih dodavanjem                               | 286                 | 274              |
| Izgubljenih lopti                                               | 2                   | 1                |
| Prekršaji (izgubljenih jardi)                                   | 5 (33)              | 2 (20)           |
| Vrijeme posjeda lopte (min:s)                                   | 27:37               | 32:23            |

### Statistika po igračima
| Quarterback           | Dodavanja* | Yds** | TD*** | Int**** |
| --------------------- | ---------- | ----- | ----- | ------- |
| Colin Kaepernick (SF) | 16/38      | 302   | 1     | 1       |
| Joe Flacco (BAL)      | 22/33      | 287   | 3     | 0       |

Napomena: * - broj kompletiranih dodavanja/ukupno dodavanja, ** - ukupno jardi dodavanja, *** - broj touchdownova (polaganja), **** - broj izgubljenih lopti